# 舌端音

調音部位

唇音
両唇音
唇歯音
舌頂音
舌尖音 / 舌端音
舌唇音
歯間音
歯音
歯歯茎音
歯茎音
後部歯茎音
そり舌音
歯茎硬口蓋音
舌背音
硬口蓋音
軟口蓋音
口蓋垂音
咽喉音
咽頭音
喉頭蓋音
声門音
二重調音
両唇軟口蓋音

▶ 調音方法

舌端音（ぜったんおん）は舌先からその背後にわたる部分（舌端）で調音される音をいう。
これは舌先（舌尖）で調音される舌尖音と対比されるが、両者が通常、言語において区別されるのは摩擦音と破擦音のみである。
舌尖が針先のようなものだとすれば、舌端は刃先のようなものである。
舌端は通常の口の構えで上歯茎に面しており、歯茎音を調音する。
国際音声記号で特に舌端で調音することを表す場合には、補助記号の[  ̻ ]を使って[t̻]のように表記する。
バスク語など、舌尖音と舌端音を区別する言語も存在する。